# Massacre de No Gun Ri

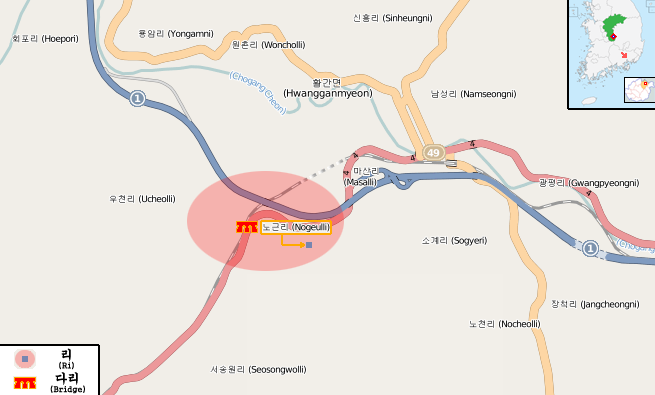
Nogeun-ri

Le massacre de Nogeun-ri, plus connu sous le nom de massacre de No Gun Ri, a entraîné la mort de plusieurs centaines de réfugiés coréens près du village de Nogeun-ri (en) (노근리) dans la province du Chungcheong du Nord au cœur de la Corée du Sud. Il a été commis par des troupes de l’armée des États-Unis au début de la guerre de Corée.

## Déroulement
Le 25 juin 1950, l’armée nord-coréenne franchit la ligne de démarcation et avance rapidement vers le sud, les troupes de la Corée du Sud et des États-Unis n’arrivant pas à les contenir. 
Le 23 juillet, des habitants de Jugok-ri reçoivent l’ordre d’évacuer le village et vont se réfugier à Imgye-ri. Dans la soirée du 25 juillet, 500 à 600 habitants des villages avoisinants dont ceux de Imgye et Jugok sont conviés par des soldats américains à partir et à se déplacer vers le sud pour échapper à l’avancée des troupes nord-coréennes. Suivant les instructions, ils passent la nuit près de la rivière à Haga-ri puis continuent leur chemin le long de la route no 4.
Au milieu de la journée du 26 juillet 1950,  ils rencontrent un bataillon du 7e régiment de cavalerie des États-Unis qui s’était retranché près de Nogeun-ri. Là, ils sont contraints de quitter la route et sont pris sous le feu de l’aviation américaine. Une centaine de personnes trouve la mort à cet endroit.
Après cette attaque, les survivants trouvent refuge sous un pont de chemin de fer. Cette fois, ce sont les troupes au sol qui se mettent à tirer. La tuerie continue pendant la nuit à l’aide de projecteurs et dure trois jours. Le nombre total des morts est estimé entre 250 et 300. L'identité de 163 personnes a été confirmée par les autorités coréennes. 
« Le massacre qui a lieu à proximité du petit village de No Gun Ri, situé à environ 150 kilomètres de Séoul, symbolise ainsi le traitement infligé par les soldats américains à des civils coréens sous le seul prétexte que ces derniers pouvaient contenir dans leurs rangs des soldats nord-coréens tentant de s’infiltrer dans leurs lignes. Le massacre, de sang-froid, de civils par une troupe en armes témoigne de la faiblesse et de la crise de confiance que traverse l’armée américaine à cette époque. ».

## Révélation publique
Ce massacre a longtemps été nié, jusqu'en 1999, date à laquelle un reportage réalisé par des journalistes de l'Associated Press (Choe Sang-hun, Charles J. Hanley et Martha Mendoza) a contraint le Pentagone à ouvrir une enquête. En 2000, ils ont reçu le prix Pulitzer du reportage d’investigation pour leur série d'articles.